# Nyakigezi (periodiskt vattendrag i Burundi, Bururi)
Nyakigezi är ett periodiskt vattendrag i Burundi.   Det ligger i provinsen Bururi, i den centrala delen av landet, 80 km sydost om huvudstaden Bujumbura.
Omgivningarna runt Nyakigezi är en mosaik av jordbruksmark och naturlig växtlighet. Runt Nyakigezi är det ganska tätbefolkat, med 111 invånare per kvadratkilometer.